# Lidl–Trek
A Trek-Segafredo (UCI csapatkód: TFS; korábban: Team Leopard–Trek és RadioShack–Nissan–Trek) egy amerikai profi kerékpárcsapat. WorldTeam besorolással rendelkezik.

## Története
A csapatot a korábbi Team Saxo Bankban versenyző két testvér, Andy Schleck és Fränk Schleck alapította 2010 végén. Több korábbi csapattársukat, például Fabian Cancellárát is meg tudták szerezni az új csapathoz. A csapat hivatalos neve egy ideig még ismeretlen volt, de egy 2010. december 13-ai interjúban a csapat egyik új versenyzője – a szintén korábbi Saxo Bankos – Jakob Fuglsang azt nyilatkozta, a csapat neve Team Leopard lesz a szponzor miatt. A hivatalos csapatprezentáció 2011. január 6-án volt. Ekkor jelentették be a csapat hivatalos nevét: Team Leopard–Trek.
2011 végén a Leopard egyesült a Team RadioShack-kel, így jött létre a RadioShack–Nissan–Trek.
2013-ban a Nissan kiszállt a szponzorok közül, így a csapat neve RadioShack-Leopard lett. 2014-től a csapatot a Trek támogatja.

## Keret (2023)
| A csapat versenyzői 2023                    | A csapat versenyzői 2023 | A csapat versenyzői 2023          | A csapat versenyzői 2023 |
| Név                                         | Születésnap              | Előző csapat                      |                          |
| ------------------------------------------- | ------------------------ | --------------------------------- | ------------------------ |
| Edvald Boasson Hagen                        | 1987. május 17.          | NTT Pro Cycling (2020)            |                          |
| Maciej Bodnar                               | 1985. március 7.         | Bora-Hansgrohe (2021)             |                          |
| Thomas Bonnet                               | 1998. szeptember 13.     | Vendée U Pays de la Loire (2022)  |                          |
| Mathieu Burgaudeau                          | 1998. november 17.       | Vendée U Pays de la Loire (2018)  |                          |
| Jérémy Cabot                                | 1991. július 24.         | SCO Dijon (2019)                  |                          |
| Steff Cras                                  | 1996. február 13.        | Lotto-Soudal (2022)               |                          |
| Víctor de la Parte                          | 1986. június 22.         | CCC Team (2020)                   |                          |
| Fabien Doubey                               | 1993. október 21.        | Circus-Wanty Gobert (2020)        |                          |
| Sandy Dujardin                              | 1997. május 29.          | Vendée U Pays de la Loire (2021)  |                          |
| Valentin Ferron                             | 1998. február 8.         | Vendée U Pays de la Loire (2020)  |                          |
| Fabien Grellier                             | 1994. október 31.        | Vendée U (2015)                   |                          |
| Émilien Jeannière                           | 1998. szeptember 26.     | Vendée U Pays de la Loire (2022)  |                          |
| Alan Jousseaume                             | 1998. augusztus 3.       | Vendée U Pays de la Loire (2021)  |                          |
| Pierre-Roger Latour                         | 1993. október 12.        | AG2R La Mondiale (2020)           |                          |
| Lorrenzo Manzin                             | 1994. július 26.         | Vital Concept-B&B Hotels (2019)   |                          |
| Daniel Oss                                  | 1987. január 13.         | Bora-Hansgrohe (2021)             |                          |
| Paul Ourselin                               | 1994. április 13.        | Vendée U Pays de la Loire (2016)  |                          |
| Peter Sagan                                 | 1990. január 26.         | Bora-Hansgrohe (2021)             |                          |
| Julien Simon                                | 1985. október 4.         | Cofidis, Solutions Crédits (2019) |                          |
| Geoffrey Soupe                              | 1988. március 22.        | Cofidis, Solutions Crédits (2019) |                          |
| Jason Tesson                                | 1998. január 9.          | Saint Michel-Auber 93 (2022)      |                          |
| Anthony Turgis                              | 1994. május 16.          | Cofidis, Solutions Crédits (2018) |                          |
| Dries Van Gestel                            | 1994. szeptember 30.     | Sport Vlaanderen-Baloise (2019)   |                          |
| Mattéo Vercher                              | 2001. január 26.         | Vendée U Pays de la Loire (2022)  |                          |
| Alexis Vuillermoz                           | 1988. június 1.          | AG2R La Mondiale (2020)           |                          |
| Alessio Cialone (aug. 1.–dec. 31., trainee) | 2003. december 10.       | Vendée U Pays de la Loire (2023)  |                          |
| Lucas Boniface (aug. 1.–dec. 31., trainee)  | 2000. október 24.        | Vendée U Pays de la Loire (2023)  |                          |
| Lucas Grolier (aug. 1.–dec. 31., trainee)   | 2000. február 3.         |                                   |                          |
|                                             |                          |                                   |                          |
| Forrás: ProCyclingStats                     |                          |                                   |                          |